# Das Kussverbot (1920)
Das Kußverbot ist der Titel einer Stummfilm-Operette, die Ludwig Czerny 1920 nach einem Drehbuch, das er zusammen mit Franz Jobst Rauch nach einer Idee von Tilmar Springefeld geschrieben hatte, in eigener Firma, der Noto-Film GmbH Berlin, realisierte. Die Musik schrieben ihm Hans Ailbout und Tilmar Springefeld. Die Liedtexte verfasste Otto Sprintzel.
Die bei der Vorführung live im Kino agierenden Sänger und Sängerinnen wurden mit dem Laufbild nach dem Czerny-Springefeld-Verfahren synchronisiert. In der Hauptrolle war die Gattin des Regisseurs, die Schauspielerin und Tänzerin Ada Svedin, zu sehen.

## Handlung
Die Heirat zwischen Barbara, Reichsgräfin von Dingelstädt-Ingolstein und Erbprinz Ulrich Theodor von Heiligenstadt, wird von Barbaras Tante, der Fürstin Felicia, und Ulrich Theodors Mutter, der Fürstin von Heiligenstadt, auf Druck der Bürger beider Fürstentümer arrangiert. Diese sehen in der Verbindung beider Fürstentümer die einzige Möglichkeit, wirksam gegen die aufgetretene Maul- und Klauenseuche vorzugehen, die in Dingelstädt-Ingolstein ausgebrochen ist. Um ihre Ausbreitung nach Heiligenstadt zu verhindern wird schließlich über beide Fürstentümer das den Titel des Stückes gebende Kußverbot verhängt.
Es lässt sich jedoch nur so lange aufrechterhalten, bis sich der verliebte Erbprinz selbst nicht mehr daran hält.

## Hintergrund
Die Dreharbeiten, die von Mai bis Mitte Juli 1920 dauerten, fanden in den Jofa Ateliers in Berlin-Johannisthal statt. Das Bühnenbild für die „Biedermeier-Filmoperette“, die um 1830 in der fiktiven Kleinstadt Dingelstädt spielt, schufen Willy Hackenberger und Bernhard Schwidewski. Die Kostüme entwarf Carl Töpfer. An der Kamera stand Otto Herrmann. Der Konstrukteur der Notofilm-Apparatur, Ernst Lucht, kümmerte sich um die Technik. Die Zwischentitel formulierte Otto Sprintzel.
Der Film lag der Reichsfilmzensur am 31. August 1920 vor und wurde unter der Nummer B.00365 mit Jugendverbot belegt. Die Uraufführung für die Presse fand am 24. August 1920 in Berlin im Ufa-Palast am Zoo statt. Das Orchester bei der Uraufführung dirigierte der Kapellmeister des Ufa-Palastes Richard Schönian. Die Öffentlichkeit bekam den Film erstmals am 24. September 1920 im Berliner Sportpalast zu sehen.

## Musik
Auf ein Vorspiel ohne Gesang folgen im Textbuch 17 Gesangsnummern, verteilt auf die fünf Akte des Films. Darunter sind Schlager wie der Kuß-Walzer „Küß mich küß mich Theodor“, das Postwagen-Idyll, das Zank-Duett “Wir, das stärkere Geschlecht”, ein „Studenten-Trinklied“, das Spielduett „Dickerchen“, das Lied „Wo es reizende Mädchen giebt“, das ‘Lied am Spinett’ „Aus goldenen Jahren“ u. a. m. die im der Filmgesellschaft angeschlossenen Notofilm GmbH Musik-Verlag erschienen.
Als Ausführende wurden gewonnen: Willy Strehl, Ada Svedin und Lotte Werkmeister vom Neuen Operettentheater Berlin, Josef Reithofer von Wiener Burgtheater, Hella Thornegg vom Theater des Westens und Hugo Döblin vom Deutschen Theater Berlin.

## Rezeption
Der Film wurde besprochen in:
- Film-Magazin [1919]
- Das lebende Bild No. 29/30, 1919
- Filmkurier No. 188, 1920
- Der Film No. 22, 1920
- Der Film No. 29, 1920
- Der Film No. 35, 1920
- Der Film No. 40, 1920
- Der Film No. 41, 1920
- Kinematograph No. 712, 1920
- Kinematograph No. 717, 1920
- Lichtbildbühne No. 34/35, 1920

Der Film wurde von der Fach- wie von der Tagespresse durchweg positiv aufgenommen.
Die Lichtbildbühne Nr. 28 vom 10. Juli 1920 lobte auf S. 34 :
„Wunderbare Musik, Gesangseinlagen und Schlagernummern unter Mitwirkung berühmter Sänger und Sängerinnen. Diese Film-Operette übertrifft alles bisher dagewesene und ist einer Bühnen-Operette zu mindest ebenbürtig.“
Oly [d. i. Fritz Olimsky], der in der Berliner Börsen-Zeitung die Pressevorführung vom 26. August 1920 besprach,
berichtete über das technische Verfahren :
„Es ist hier mit Hilfe eines gleichzeitig auf dem Film abrollenden Notenbandes mit der Direktionsstimme gelungen, weitestgehend eine Übereinstimmung zwischen den Bewegungen der Darsteller und der Begleitmusik bzw. dem Gesang zu erzielen...“ und würdigte im selben Artikel Czernys Regiearbeit:
„Um die Regie, die vor allem den Operettencharakter sehr gut zu treffen wußte, hat sich Ludwig Czerny verdient gemacht.“
Der Kritiker der Zeitschrift Der Film schloss sich ihm an:
„Die Regie Ludwig Czernys ist denn auch mehr auf die Operette als auf den üblichen Film gestellt und holt aus den Duettszenen, in Chor und Tanz, alle Wirkungen der Singbühne heraus.“
Der Film-Kurier Nr. 188 vom 25. August 1920 kritisierte das beim Notofilm-Verfahren am unteren Bildende mitlaufende Notenband, das ja nur für die Musiker bestimmt sei, als gewöhnungsbedürftige Ablenkung der Zuschauer vom Handlungsgeschehen und schlug vor, es zu verkleinern.
Die Deutsche Zeitung schrieb am 26. August 1920 :
„Es war ein Erfolg […] es ist zweifellos gelungen, die Musik und den Gesang mit dem Film in glaubhafte Verbindung zu bringen.“
Der Berliner Lokal-Anzeiger befand am 26. August 1920 :
„Die Handlung ist recht harmlos und mit ebensoviel und -wenig Geist erdacht, wie es bei Operetten eben üblich ist.“
In der Berliner Abendpost stand am 26. August 1920 zu lesen:
„Das Werk enthält eine Fülle reizender Bilder aus der Biedermeierzeit mit Ballettarrangements und Reigentänzen. Die Musik ist sinnfällig, die Handlung angepaßt, und bringt neben hübschen Liedern und Duos auch einen reizenden Kusswalzer.“
Einen eigentlich gar nicht lustigen Anlass, den Ausbruch der Maul- und Klauenseuche im Herbst 1920 in und um Hamburg, benutzte der Inhaber des Hansa-Kinos in Bergedorf, um für seine Aufführung der Biedermeier-Operette Reklame zu machen. Er platzierte 'amtlich' aussehende Inserate in der Bergedorfer Zeitung, die auf das kommende „Kussverbot“ abhoben.